# Миодраг Петковић
Миодраг С. Петковић (Малча, 10. фебруар 1948) математичар je и информатичар. 
Дипломирао је информатику 1972. године и стекао докторат из математике (1980. године) из области анализе интервала. 1991. године је постао редовни професор математике на Електронском факултету Универзитета у Нишу, Србија.